# Tommy Dorsey

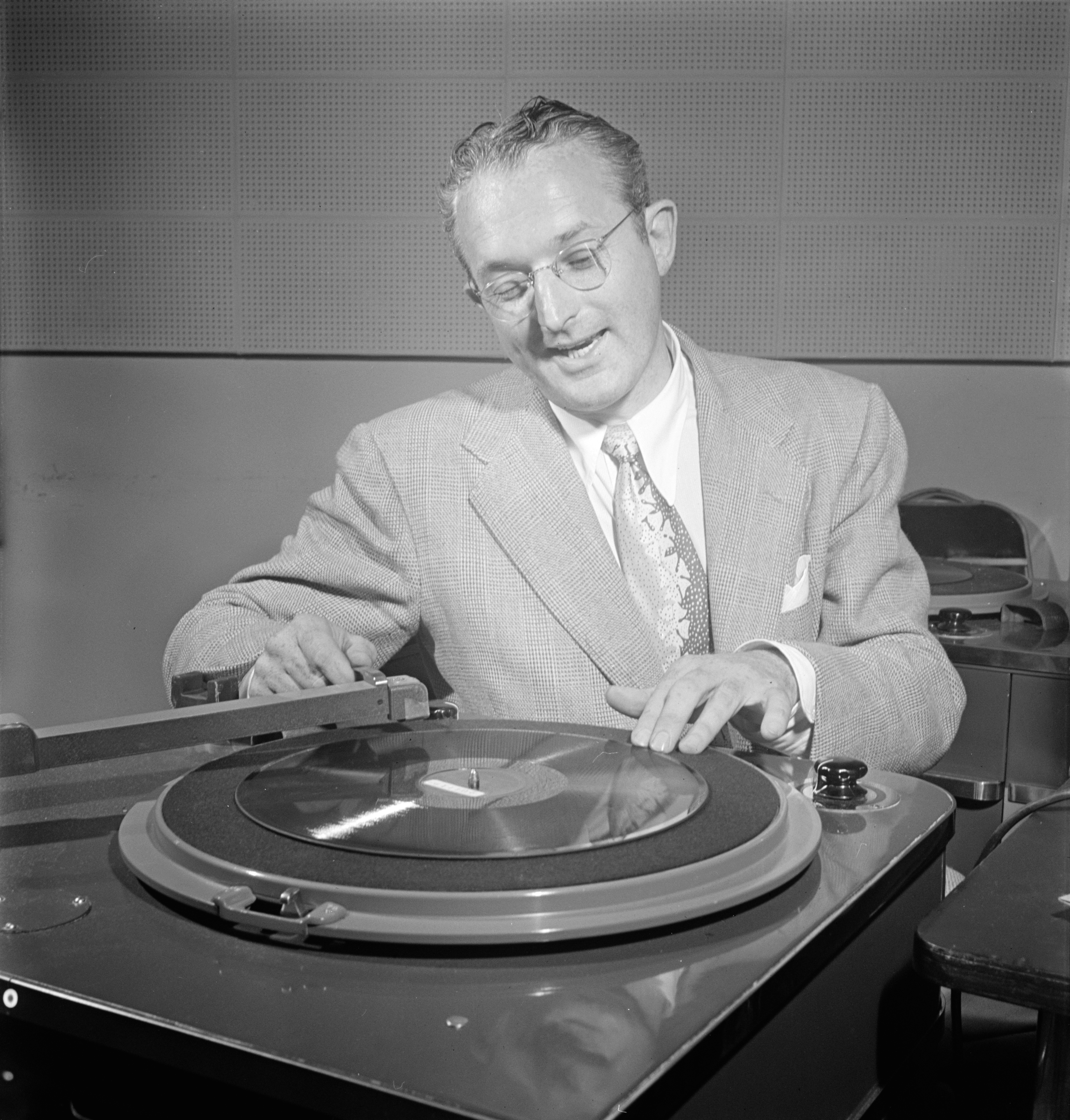
Tommy Dorsey en octubre de 1947.

Tommy Dorsey (Shenandoah, Pensilvania, 19 de noviembre de 1905 - Greenwich, Connecticut, 26 de noviembre de 1956) fue un músico de jazz estadounidense, trombonista y director de big band.

## Primeros años
Thomas Francis Dorsey, Jr. nació en Shenandoah, Pensilvania, y comenzó su carrera musical a los 16 años en el oeste de su ciudad tocando en la big band "The Scranton Sirens", cubriendo el puesto que había dejado Russ Morgan.
Tommy y su hermano Jimmy trabajaron en varias orquestas (entre ellas, las de Fred Rich, Rudy Vallee, Vincent López y, especialmente, la de Paul Whiteman) antes de formar la Dorsey Brothers Orchestra en 1934. Problemas suscitados entre los propios hermanos, llevaron a Tommy Dorsey a abandonar el grupo para formar su propia orquesta en 1935, justo en el momento en que los hermanos estaban obteniendo un gran éxito con el tema "Every Little Movement".

## Su propia orquesta
La primera orquesta de Tommy Dorsey se formó con los restos de la orquesta de Joe Haymes, y su limpio y lírico estilo trombonístico, tanto en las baladas como en los temas más bailables, se convirtió en una de los sonidos característicos tanto de su orquesta como de toda la era del swing. La nueva orquesta obtuvo éxitos casi desde el mismo momento en que firmó con RCA Victor, por ejemplo con "On Treasure Island", el primero de cuatro éxitos durante ese año, que terminarían por ser 137 éxitos en las listas Billboard, con temas como "I'm Getting Sentimental Over You" (que demuestra su extraordinaria gama tonal y su magistral uso de la sordina, alcanzando las notas más altas), "Marie", "The Big Apple", "Music, Maestro, Please", "I'll Never Smile Again", "This Love of Mine", "On the Sunny Side of the Street", "T.D.'s Boogie Woogie", "Well, Git 'It", "Opus One", "Manhattan Serenade" y "There Are Such Things", entre muchos otros.
La orquesta contó con un gran número de los mejores instrumentalistas de jazz de la época, entre ellos los trompetistas Bunny Berigan, Ziggy Elman, George Seaberg y Charlie Shavers, el trompetista/arreglista/compositor Sy Oliver (que escribió "Well, Git 'It" y "Opus One"), el batería Buddy Rich y los cantantes Jo Stafford, Dick Haymes y Frank Sinatra. Sinatra alcanzó sus primeros grandes éxitos como vocalista en la orquesta de Dorsey y terminó afirmando que su control de la respiración lo había aprendido viendo a Dorsey tocar el trombón. A su vez, Dorsey afirmaba que su estilo estaba en deuda con el de Jack Teagarden. Otro miembro de la orquesta debió también pasar tiempo observando y escuchando los arreglos de Sy Oliver: el trombonista Nelson Riddle, cuya colaboración posterior con Sinatra como arreglista y director de las orquestas que lo respaldaban ha sido considerada revolucionaria para la música popular tras la Segunda Guerra Mundial.
Dorsey hubo de disolver su orquesta tras la Guerra, a finales de 1946 en concreto, como otras muchas big bands debieron de hacer por culpa de los cambios en el negocio de la música producidos en esos años. Pero un disco de grandes éxitos (All-Time Hits) le permitió reorganizar la orquesta a comienzos de 1947.
Los hermanos Dorsey se reconciliaron más tarde, tras disolver Jimmy su exitosa orquesta en 1953 y haber sido invitado por Tommy a unirse a las suya, que más tarde sería renombrada como Dorsey Brothers Orchestra. La orquesta realizó giras y tuvo su propio programa de televisión, Stage Show, entre 1954 y 1956, en el que, entre otros, presentaron públicamente a toda la nación a Elvis Presley.

## Muerte y legado
En 1956, Tommy Dorsey murió una semana después de su 51 cumpleaños en su casa de Greenwich, Connecticut. Había empezado a tomar con regularidad pastillas para dormir, por lo que estaba tan sedado que falleció mientras dormía por asfixia tras una comida especialmente pesada. Jimmy Dorsey lideró la orquesta de su hermano hasta su propia muerte por un cáncer de garganta al año siguiente. En ese momento, el trombonista Warren Covington asumió la dirección de la misma, con el beneplácito de Jane Dorsey (quien tenía los derechos sobre la última orquesta y nombre de su marido) y produjo, curiosamente, el mayor éxito comercial realizado nunca bajo el nombre de Dorsey. Publicitados como la Tommy Dorsey Orchestra Starring Warren Covington, alcanzaron lo más alto de las listas en 1958 con Tea For Two Cha-Cha. Covington lideró la orquesta Dorsey hasta 1970 (también lideró y grabó con su propia orquesta), tras lo cual Jane Dorsey la renombró como The Tommy Dorsey Orchestra, que es conducida en la actualidad por Buddy Morrow. Jane Dorsey murió por causas naturales a los 73 años en 2003.

## Vida matrimonial
La vida matrimonial de Dorsey fue agitada y en ocasiones pasto de la prensa del corazón. Con su primera mujer, Mildred Kraft, se fugó cuando ella tenía 16 años y él 17, en 1922. Tuvieron dos hijos, Patricia y Thomas, pero se divorciaron en 1943 tras un romance de Dorsey con su excantante Edythe Wright. Luego se casó con la actriz cinematográfica Pat Dane en 1943 y se divorciaron en 1947, aunque no sin que antes llegase a los titulares de la prensa por golpear al actor Jon Hall (actor), quien había abrazado a Pat. Finalmente, Dorsey se casó con Jane New (1924 - 24 de agosto de 2003) en 1948, matrimonio que duraría el resto de su vida y que tendría como fruto otros dos hijos, Catherine Susan y Steve. Jane New había sido también bailarina en el famoso club nocturno Copacabana. 
Tommy y Jane Dorsey están enterrados juntos en el Kensico Cemetery en Valhalla, New York. Sinatra realizó un disco de homenaje a Dorsey en 1961 titulado I Remember Tommy con arreglos de uno de los alumnos de Dorsey, Sy Oliver.

## Discografía
CD recientes con grabaciones de los arreglos de la orquesta de Tommy Dorsey incluyen los siguientes temas (en orden de popularidad). Sus canciones originales fueron grabadas como sencillos. Su grabación más vendida fue su versión orquestal del clásico de Pinetop Smith, "Boogie-Woogie", que se estima que ha vendido 4 millones de copias.
- Yes, Indeed!, que incluye: 1. Lonesome Road, Pt. 1, 2. Lonesome Road, Pt. 2, 3. Well All Right (Tonight's the Night), 4. Night in Sudan, 5. Stomp It Off, 6. Easy Does It, 7. Quiet Please (It's the Drummer in Me), 8. So What, 9. Swing High, 10. Swanee River, 11. Deep River, 12. Yes, Indeed!, 13. Loose Lid Special, 14. Swingin' on Nothin', 15. Hallelujah!, 16. Moonlight on the Ganges, 17. Well, Git It!, 18. Mandy, 19. Opus One, 20. Chloe, 21. At the Fat Man's, 22. The Minor Goes Muggin'
- Tommy Dorsey, que incluye: 1. Tiger Rag, 2. Three Moods, 3. I'm Getting Sentimental over You, 4. The Music Goes 'Round and Around, 5. At the Codfish Ball, 6. Song of India, 7. Liebestraum, 8. Satan Takes a Holiday, 9. Stop, Look and Listen, 10. Night and Day, 11. Once in a While, 12. Who?, 13. Panama, 14. The Sheik of Araby, 15. Copenhague, 16. Symphony in Riffs, 17. Hawaiian War Chant, 18. Milenberg Joys, Pts. 1 & 2, 19. Swing High, 20. Swanee River, 21. Deep River, 22. By the Sleepy Lagoon
- 1939, que incluye: 1. In the Middle of a Dream, 2. Milenberg Joys, Pt. 1, 3. Milenberg Joys, Pt. 2, 4. This Night, 5. Hold Tight, 6. A New Moon and an Old Serenade, 7. Honolulu, 8. Blue Moon, 9. Peckin' with the Penguins, 10. Only When You're in My Arms, 11. Got No Time, 12. Little Skipper, 13. Our Love, 14. Tea for Two, 15. By the River Sainte Marie, 16. Asleep or Awake, 17. You Grow Sweeter as the Years Go By, 18. If You Ever Change Your Mind, 19. To You, 20. This Is No Dream, 21. Marcheta, 22. The Lamp Is Low, 23. Dawn on the Desert
- 1938
- Stop, Look and Listen
- 1939, Vol No. 3
- Homefront: 1941-1945
- The Early Jazz Sides: 1931-1937
- All-Time Greates Dorsey/Sinatra Hits, Vol 1-4
- The V-Disc Recordings
- It's D'Lovely 1947-1950
- The Complete Tommy Dorsey, Vol. 2 (1936)
- Stardust
- Greatest Hits
- Sentimental
- Opus One
- 1937-1938
- The Fabulous Dorsey
- Greatest Hits (RCA)
- Tommy Dorsey, Vol. 1
- 1938, Vol. 2
- At the Fat Man's
- All-Time Greatest Dorsey/Sinatra Hits, Vol. 3
- All-Time Greatest Dorsey/Sinatra Hits, Vol. 2
- The Complete Standard Transciptions
- Having a Wonderful Time
- The Complete Tommy Dorsey, Vol 1 (1935)

## Filmografía
Tommy Dorsey apareció en varias películas. Aunque no conocido por sus habilidades interpretativas, su talento como director de orquesta le hacía resultar atractivo en las películas. Dorsey y los miembros de su orquesta aparecieron en las siguientes películas:
1940s
- Las Vegas Nights (1941)
- Ship Ahoy (1942)
- Presenting Lily Mars (1943)
- Girl Crazy (1943)
- Du Barry Was a Lady (1943)
- Thrill of a Romance (1945)
- The Great Morgan (1946)
- The Fabulous Dorseys (1947)
- A Song Is Born (1948) (Remake musical de Ball of Fire).

1950s
- Disc Jockey (1951)